# Body Language (альбом Блейка Шелтона)
Body Language — двенадцатый студийный альбом американского кантри-певца Блейка Шелтона, вышедший 21 мая 2021 года на лейбле Warner Bros. Nashville, Ten Point Productions. Это его первый альбом за четыре года после Texoma Shore (2017).

## История
В марте 2021 года Блейк Шелтон анонсировал свой новый альбом Body Language. Альбом станет его первым за четыре года и будет включать песню «Happy Anywhere», его дуэт с партнёршей Гвен Стефани. Было обявлено, что пластинка выйдет 21 мая и будет включать 12 треков, в том числе его последний сингл «Minimum Wage». Также в записи участвуют протеже Шелтона из шоу «Голос», братья Суон, которые работают с ним над заглавным треком. Говоря о новой пластинке, Шелтон сказал: «Мы работали над этим альбомом без перерыва в течение двух лет, и я очень горжусь тем, что у нас получилось. Мы, конечно, столкнулись с уникальными трудностями, связанными с пандемией, но при этом получили массу удовольствия. Мы исследовали новые звуки, но при этом не забыли добавить немного классического кантри». Также были объявлены авторы песен, вошедшие в альбом, среди которых лучшие представители Нэшвилла — Джесси Александер, Шейн Маканалли, Николь Гэлион, Джош Осборн и Росс Копперман
Шелтон провёл время между альбомами в центре внимания, сохранив свою ключевую роль в шоу «Голос» (его команды всегда добиваются больших успехов), выпустив сборник хитов под названием Fully Loaded: God’s Country в 2019 году, а также оставаясь в эфире благодаря дуэтам с Гартом Бруксом, Трейсом Адкинсом и Гвен Стефани. Песня «Happy Anywhere», его второй сингл с невестой и коллегой по шоу «Голос» Стефани, заняла первое место в чарте Billboard Country Airplay в конце 2020 года, подготовив к лету 2021 года релиз Body Language.

## Отзывы
| Оценки критиков | Оценки критиков |
| Источник        | Оценка          |
| --------------- | --------------- |
| Allmusic        | }-->            |

Альбом получил положительные отзывы музыкальных критиков и интернет-изданий.
Стивен Томас Эрлевайн отметил в Allmusic, что «Альбом, 12-й по счёту у Шелтона, — отличный кандидат для ленивого солнечного дня. Он жизнерадостный, чистый и ловкий, опирающийся на лёгкие среднетемповые мелочи, а не на рокеры или баллады. Естественно, есть и медленные мелодии — альбом заканчивается на тихой, рефлексивной ноте „Bible Verses“ — но их затмевают воздушные песни о любви и сдержанные мелодии для вечеринок. Альбом настолько дружелюбен, что можно легко простить его сыроватые настроения, по крайней мере, когда „Monday Mornin Missin You“ напевается вместе с ним. Стоит прислушаться, и начинают проявляться швы. Трудно не подумать, что банальная „Corn“, похоже, создана для пропаганды промышленного фермерства, а строчка „You can make a man feel rich on minimum wage“ кажется бесхитростной, если её произносит миллионер. Но это всего лишь препятствия на гладком пути, тщательно выверенном для того, чтобы удержать Шелтона в верхних строчках чартов и при этом не оттолкнуть ни одного из его поклонников».

## Коммерческий успех
Body Language дебютировал на восемнадцатом месте в чарте Billboard 200 с тиражом 24,000 единиц (включая 15,000 копий чистых продаж альбома). На той же неделе Шелтон завоевал свой 17-й топ-10 в чарте Billboard Top Country Albums.

## Список композиций
| №                   | Название                                        | Автор(ы)                                                   | Длительность |
| ------------------- | ----------------------------------------------- | ---------------------------------------------------------- | ------------ |
| 1.                  | «Minimum Wage»                                  | Nicolle Galyon Jesse Frasure Corey Crowder                 | 3:48         |
| 2.                  | «Body Language» (при участии The Swon Brothers) | Colton Swon Zach Swon Matt McGinn Ryan Beaver              | 2:49         |
| 3.                  | «Happy Anywhere» (при участии Гвен Стефани)     | Ross Copperman Josh Osborne Matt Jenkins                   | 2:50         |
| 4.                  | «Now I Don't»                                   | Jessi Alexander Alyssa Vanderheym Hardy                    | 3:50         |
| 5.                  | «Monday Mornin' Missin' You»                    | Alexander Deric Ruttan Josh Thompson                       | 3:40         |
| 6.                  | «Corn»                                          | Craig Wiseman Matt Dragstrem Chris Tompkins Rodney Clawson | 2:59         |
| 7.                  | «Makin' It Up as You Go»                        | Brad Tursi Shane McAnally Osborne                          | 2:41         |
| 8.                  | «Whatcha Doin' Tomorrow»                        | Dallas Davidson Kyle Fishman Casey Beathard                | 2:41         |
| 9.                  | «The Girl Can't Help It»                        | Ben Hayslip Osborne Mark Holman                            | 2:44         |
| 10.                 | «The Flow»                                      | McAnally Copperman Osborne                                 | 2:55         |
| 11.                 | «Neon Time»                                     | Jaron Boyer Michael Tyler Ben West                         | 3:45         |
| 12.                 | «Bible Verses»                                  | Joe Fox Andrew Peebles Brett Sheroky                       | 3:36         |
| Общая длительность: | Общая длительность:                             | Общая длительность:                                        | 38:18        |

| №                   | Название                                        | Автор(ы)                                                   | Длительность |
| ------------------- | ----------------------------------------------- | ---------------------------------------------------------- | ------------ |
| 1.                  | «Come Back as a Country Boy»                    | HardyMichael Hardy Josh Thompson Jordan Schmidt            | 3:41         |
| 2.                  | «Fire Up the Night» (при участии HARDY)         | Hardy Brian Kelley Schmidt Bart Butler                     | 3:12         |
| 3.                  | «Minimum Wage»                                  | Nicolle Galyon Jesse Frasure Corey Crowder                 | 3:48         |
| 4.                  | «Body Language» (при участии The Swon Brothers) | Colton Swon Zach Swon Matt McGinn Ryan Beaver              | 2:49         |
| 5.                  | «Happy Anywhere» (при участии Гвен Стефани)     | Ross Copperman Josh Osborne Matt Jenkins                   | 2:50         |
| 6.                  | «Now I Don't»                                   | Jessi Alexander Alyssa Vanderheym Hardy                    | 3:50         |
| 7.                  | «Monday Mornin' Missin' You»                    | Alexander Deric Ruttan Josh Thompson                       | 3:40         |
| 8.                  | «Corn»                                          | Craig Wiseman Matt Dragstrem Chris Tompkins Rodney Clawson | 2:59         |
| 9.                  | «Makin' It Up as You Go»                        | Brad Tursi Shane McAnally Osborne                          | 2:41         |
| 10.                 | «Whatcha Doin' Tomorrow»                        | Dallas Davidson Kyle Fishman Casey Beathard                | 2:41         |
| 11.                 | «The Girl Can't Help It»                        | Ben Hayslip Osborne Mark Holman                            | 2:44         |
| 12.                 | «The Flow»                                      | McAnally Copperman Osborne                                 | 2:55         |
| 13.                 | «Neon Time»                                     | Jaron Boyer Michael Tyler Ben West                         | 3:45         |
| 14.                 | «Bible Verses»                                  | Joe Fox Andrew Peebles Brett Sheroky                       | 3:36         |
| 15.                 | «Throw It On Back» (при участии Brooks & Dunn)  | Bobby Pinson Ben Hayslip Rhett Akins                       | 3:08         |
| 16.                 | «We Can Reach the Stars»                        | Blake Shelton Craig Wiseman                                | 3:36         |
| Общая длительность: | Общая длительность:                             | Общая длительность:                                        | 51:55        |

## Позиции в чартах
| Чарт (2021)                        | Высшая позиция |
| ---------------------------------- | -------------- |
| Канада (Canadian Albums Chart)     | 50             |
| США (Billboard 200)                | 18             |
| США (Billboard Top Country Albums) | 3              |

| Чарт (2021)                         | Позиция |
| ----------------------------------- | ------- |
| США (Top Country Albums, Billboard) | 72      |